# 拉韦拉厄
拉韦拉厄（法語：Laveraët）是法国热尔省的一个市镇，属于米朗德区（Mirande）马尔西亚克县（Marciac）。该市镇总面积11.86平方公里，2009年时的人口为120人。

## 人口
拉韦拉厄人口变化图示